# Elliston (Virginia)
Elliston es un lugar designado por el censo en el Condado de Montgomery, Virginia, Estados Unidos. Según el censo de 2010 tenía una población de 902 habitantes.

## Demografía
Según el censo del 2000, Elliston-Lafayette tenía 1.241 habitantes, 489 viviendas, y 348 familias. La densidad de población era de 259 habitantes por km².
De las 489 viviendas en un 33,9%  vivían niños de menos de 18 años, en un 49,7%  vivían parejas casadas, en un 15,1% mujeres solteras, y en un 28,8% no eran unidades familiares. En el 23,7% de las viviendas  vivían personas solas el 9,4% de las cuales correspondía a personas de 65 años o más que vivían solas. El número medio de personas viviendo en cada vivienda era de 2,53 y el número medio de personas que vivían en cada familia era de 2,97.
Por edades la población se repartía de la siguiente manera: un 27,2% tenía menos de 18 años, un 9,3% entre 18 y 24, un 31,5% entre 25 y 44, un 21,2% de 45 a 60 y un 10,8% 65 años o más.
La edad media era de 35 años.  Por cada 100 mujeres de 18 o más años  había 89,5 hombres.
La renta media por vivienda era de 34.643$ y la renta media por familia de 37.266$. Los hombres tenían una renta media de 22.479$ mientras que las mujeres 23.333$. La renta per cápita de la población era de 13.785$. En torno al 8,6% de las familias y el 12,9% de la población estaban por debajo del umbral de pobreza.

## Localidades adyacentes
El siguiente diagrama muestra a las localidades más próximas a Elliston.